# Vuurtoren van Kõpu
De vuurtoren van Kõpu (Ests: Kõpu tuletorn) is een vuurtoren op het schiereiland Kõpu van het Estse eiland Hiiumaa. De toren staat in het dorp Mägipe, dat ten noorden van het het dorp Kõpu ligt. De vuurtoren is de oudste vuurtoren aan de Oostzee en de op twee na oudste in de hele wereld.

## Geschiedenis
De vuurtoren werd gebouwd omdat veel schepen verloren raakten in de buurt van het eiland. Voor de kust van Hiiumaa ligt een zandbank, de Hiiu madal in het Ests. De stad Tallinn, die groot belang had bij de handelsroute langs Hiiumaa, overlegde al in de 15e eeuw met het Prinsbisdom Ösel-Wiek over de bouw van een vuurtoren om de schepen veilig langs de zandbank te loodsen. De bouw (op kosten van Tallinn) begon in 1504, maar een combinatie van oorlogen, epidemieën en hongersnood vertraagde de bouw. In 1531 was de vuurtoren gereed en werd voor het eerst een vuur ontstoken op de top, dat permanent brandend werd gehouden. Voor het vuur werd hout gebruikt; in de loop der jaren is dan ook het grootste deel van de bossen rond Kõpu gekapt.
In 1649 werd een houten trap aan de buitenkant toegevoegd en een haard gebouwd voor het vuur. Rond 1660 werd de houten trap vervangen door een ijzeren. In 1810 werd onder auspiciën van Rusland, dat inmiddels Estland had geannexeerd, een trap uitgehouwen binnenin de vuurtoren. In 1845 onderging het bouwwerk een grondige renovatie. Toen werd ook het haardvuur vervangen door een systeem met spiegels en olielampen. In 1900 kochten de verantwoordelijke autoriteiten op de Wereldtentoonstelling in Parijs een nieuw systeem op basis van verbranding van ethyn. Pas in 1963 deden elektrische lampen hun intrede.
In de jaren tachtig van de twintigste eeuw vond nog een grote renovatie plaats, waarbij de vuurtoren verstevigd werd door een laag gewapend beton met ventilatiekanalen.

## Technische gegevens
De vuurtoren zelf is 36 meter hoog, maar hij staat op een heuvel met een hoogte van 68 meter, de Tornimägi (‘Torenheuvel’). Het licht bevindt zich op een hoogte van 102,6 meter. Het is zichtbaar over een afstand van 26 zeemijlen (48 km). Sinds 1997 worden de grote schepen door radar langs de zandplaat geleid. Voor de oriëntatie van kleine schepen speelt de vuurtoren nog steeds een rol.
De vuurtoren is een van de attracties van het eiland Hiiumaa en voor het publiek te bezichtigen.
De vuurtoren is onder andere afgebeeld op een postzegel van de Sovjet-Unie uit 1983 en een postzegel van Estland uit 2000.